# M24 Chaffee
М24 «Чаффі» (англ. M24 Chaffee) — американський легкий танк періоду Другої світової війни. Названий на честь засновника бронетанкових військ США, генерал-майора Една Романца Чаффі. Танк був розроблений в 1943 році, а в квітні 1944 почав серійно випускатись. Але вже в серпні 1945 року був знятий з серійного виробництва. Загалом було випущено 4731 танк. Більшість цих танків поставлялись іншим країнам.

## Історія створення
У березні 1943 року було сформовано вимоги до нового легкого танка, який отримав проектне позначення T24. Він повинен був використовувати ту ж рухову установку, що і M5, мати за основне озброєння 75-мм гармату і при цьому мати вагу не більше 20 тонн. 29 квітня 1943 програма його розробки отримала офіційне схвалення. Замовлення на створення танка було видане підрозділу «Крайслер» фірми «Дженерал Моторс». Обмеження за масою дуже ускладнило установку на T24 порівняно важкої гармати M3. Було вирішено встановити на танк щойно розроблену полегшену 75-мм гармату T13E1, що згодом отримала позначення M6, спочатку призначену для встановлення на штурмовий варіант літака B-25.
2 вересня 1943 T24 був прийнятий на озброєння, і було видано замовлення на виробництво першої серії з 1000 машин, замість такої ж кількості вже запланованих до випуску M5. Перший прототип нової машини був закінчений 15 жовтня того ж року і вступив на випробування на Абердинському полігон. Після усунення виявлених під час випробувань численних проблем, серійне виробництво T24 було розпочато в квітні 1944 року на заводах підрозділу «Кадилак» фірми «Дженерал Моторс». У липні до виробництва танка підключилася також заводи компанії «Мессі Гарріс». Наказом від 22 червня того ж року T24 був стандартизований як легкий танк M24 (англ. light tank M24), одночасно застарілі танки M5 були переведені в категорію «обмежено стандартних». Для постачань за програмою ленд-лізу танк, згідно зі сформованою практикою, отримав власне ім'я — «Чаффі», на честь  генерал-майора Една Романца Чаффі, засновника та першого командира танкових військ США.
Виробництво M24 тривало на обох підприємствах «Мессі Гарріс» і «Дженерал Моторс», аж до червня і липня 1945 року, відповідно, і було згорнуто у зв'язку з наближенням кінця Другої світової війни. Всього було випущено 4731 танків цього типу. Вартість виробництва одного M24 на 30 вересня 1945 становила $ 39 653, але в цю суму не входили озброєння, оптичні прилади і деякі інші частини, які поставлялися заводу-виробнику «безкоштовно».

## Опис конструкції

### Броня та захищеність
Броньовий захист M24 — протикулевий, диференційований. Корпус і башта танка збиралися за допомогою зварювання із сталевих катаних гомогенних бронелистів і бронеплит товщиною 10, 13, 19 і 25 мм і декількох литих деталей.
Броньовий корпус M24 мав коробчасту форму без надгусеничних ніш, збирався цілком з катаних бронеплит з застосуванням раціональних кутів нахилу. Лобова частина танка утворена двома східними, в формі клина бронеплитами 25-мм товщини, верхня з яких була розташована під кутом в 60° до вертикалі, а нижня — під кутом в 45°. У плані броньовий корпус мав трапецієподібну форму, злегка звужуючись до нижньої частини. Борти корпусу були утворені чотирма бронеплитами, розташованими під кутом в 12°, 19-мм товщини по бортах моторного відділення і 25-мм — по бортах бойового відділення та відділення управління. Корма складалася з двох 19-мм бронеплит, вертикальної верхньої і розташованої під кутом в 42° нижньої. Дах танка збирався з декількох 13-мм бронелистів, а днище корпусу мало товщину 10 мм під моторним відділенням і 13 мм під бойовим відділенням і відділенням управління. Моторне відділення відокремлене від бойового тонкою переділкою.
Башта тримісна, складної геометричної форми, з кормовою нішею і низькопрофільною командирською башточкою. Конструкція башти змішана: борти і корма збиралися з катаних бронеплит товщиною 25 мм, дах башти був утворений з 13-мм бронелистів; лобова частина і маска гармати — литі, товщиною 38 мм. Борти башти мали нахил в 20° в нижній частині і 25° — у верхній, лоб і корми башти — вертикальні. Башта розміщувалася на підбаштовій коробці на кульковій опорі. Обертання башти здійснювалося за допомогою електроприводу, повний оберт башта робила за 15 секунд. У разі відмови електропривода була можливість повороту башти вручну, за допомогою гвинтового механізму. Екіпаж розміщувався на її стінках. Сидіння командира розміщувалося зліва від гармати, сидіння навідника і заряджаючого — справа.

### Озброєння
Основним озброєнням M24 була нарізна напівавтоматична 75-мм танкова гармата M6. З балістики вона була ідентична гарматам M2 і M3, що стояли на середніх танках M3 і M4, але відрізнялася полегшеною конструкцією, зокрема, більш тонкими стінками ствола, що призводило до його підвищеного нагрівання при інтенсивній стрільбі і зниженим виживанням. Довжина ствола гармати — 37,5 калібрів(2813 мм), початкова швидкість бронебійного снаряда — 619 м/с. Вага гармати в зборі — 186 кг.
Гармата розміщувалася в спареній з кулеметом установці M64. Горизонтальне наведення здійснювалося поворотом башти, вертикальне — приводилось вручну гвинтовим механізмом, кути підвищення гармати −10…+15 °. Для наведення на ціль застосовувалися телескопічні приціли M71G і M38A2 і перископічний приціл M4A1. Для стрільби з закритих позицій гармата обладнувалась бічним рівнем M21 і прицільними квадрантами M1 і M9. Також гармата була оснащена стабілізатором у вертикальній площині.
Боєкомплект гармати становив 48 унітарних пострілів, які розміщувалися в ящиках на підлозі бойового відділення, боєукладка — «мокра», з заливанням ящиків водою, змішаною з антифризом. По застосовуваних боєприпасах M6 була уніфікована з M3, в боєкомплект гармати входили каліберні бронебійні, осколково-фугасні та димові снаряди. Для M6 був також розроблений підкаліберний бронебійний снаряд T45, що володів значно більшою бронепробивністю, але в серійне виробництво він так і не надійшов.

### Засоби спостереження та радіостанція
Для спостереження за полем бою командир танка, механік-водій і помічник водія мали по перископу M6, командир також міг вести спостереження через віконця командирської башточки.
Для зовнішнього зв'язку всі M24 обладнувалися радіостанцією, яка розміщувалася в кормовій ніші башти, на лінійних машинах — моделі SCR 508, SCR 528 або SCR 538. Всі вони мали тільки голосовий режим зв'язку, на дальність до 15 км. На командирських танках встановлювалася потужніша радіостанція SCR 506, що розміщувалася в лобовій частині корпусу, біля робочого місця помічника водія, ставала в цьому випадку радистом. SCR 506 мала дальність зв'язку до 80 км в голосовому і 120—160 км у телеграфному режимі. Для внутрішнього зв'язку служило танковий переговорний пристрій на всіх п'ятьох членів екіпажу, поєднаний з радіостанцією.

### Ходова частина
Ходова частина M24 складалася, з кожного борту, з п'яти здвоєних обгумованих опорних котків діаметром 648 мм, трьох необгумлених підтримуючих котків, лінивця і розташованого спереду ведучого колеса. Підвіска опорних котків, скопійована з САУ M18 — індивідуальна, торсіонна, 1, 2, 4 і 5-й котки обладнані також амортизаторами.
Гусениці — сталеві, прогумовані, одногребневі, ланцюгового зчеплення, кожна з 75 траків з кроком в 140 мм. На M24 застосовувалися два типи гусениць: T72 і T72E1, шириною 406 мм, і T85, шириною 419 мм. На гусениці моделі T72E1 могли також встановлюватися додаткові сталеві пластини, що збільшували її ширину до 711 мм.

### Двигун та трансмісія
Силова установка M24 використовувала ту ж систему, що і у танка M5, тобто складалася з двох спарених V-подібних 8-циліндрових чотиритактних карбюраторних автомобільних двигунів рідинного охолодження «Кадилак» Series 44T24. Робочий об'єм кожного двигуна — 2,32 л, максимальна потужність, що розвивається — 148 к.с. при 3200 об/хв. Реальна потужність, що розвивається спареною установкою, становила 220 к. с. при 3400 об/хв.
До складу трансмісії M24 входили:
- дві встановлені на двигунах гідромуфти;
- дві автоматичні чотиришвидкісні коробки передач;
- дві карданних вала;
- механічний трьохшвидкісний (дві передачі + задній хід) синхронізований редуктор, що з'єднував потоки потужності від обох двигунів;
- двоступінчастий диференціал;
- однорядні бортові передачі з дводисковими фрикціонами сухого тертя.

Органи керування танком — дубльовані, керувати машиною міг як механік-водій, так і помічник водія.

## Література

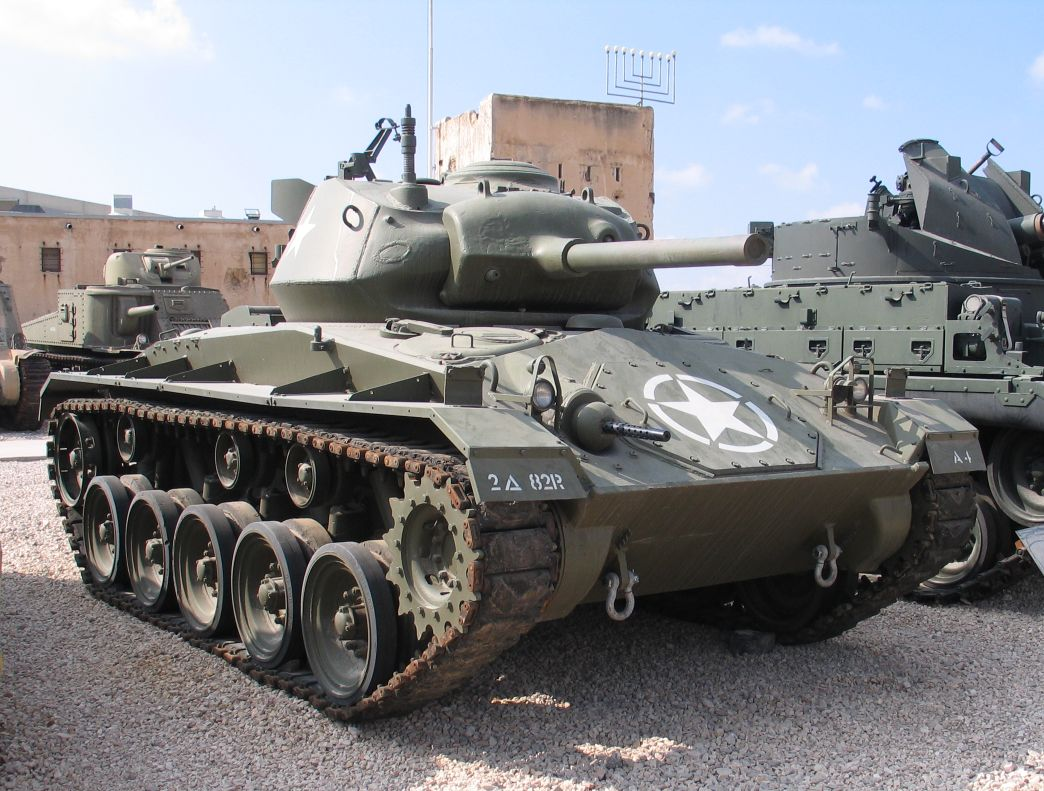
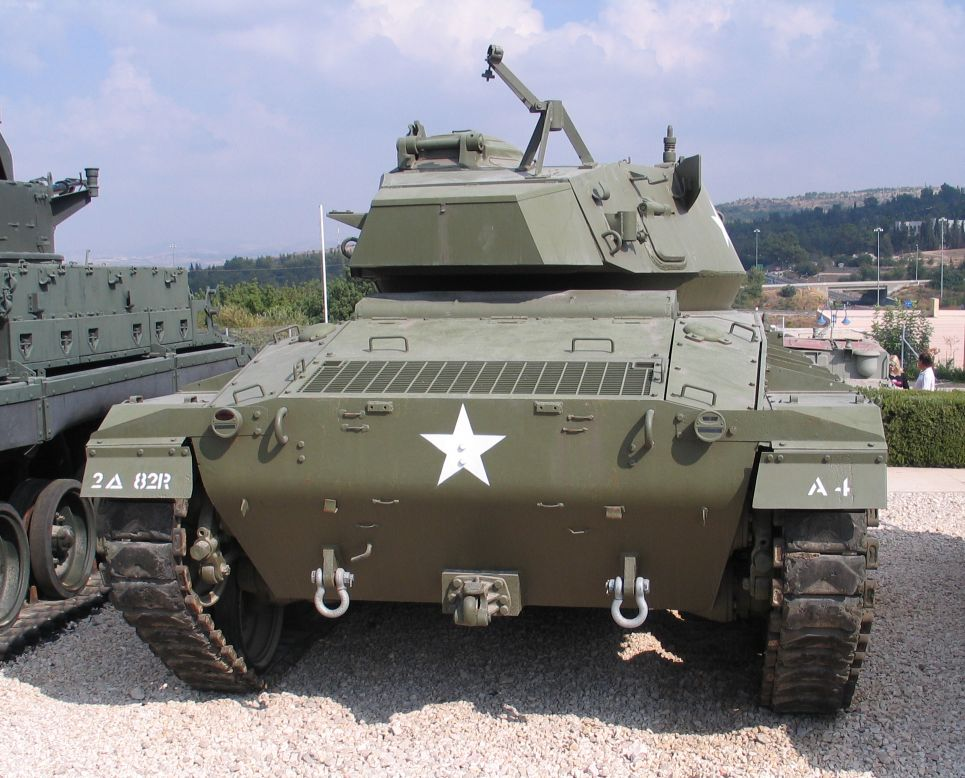
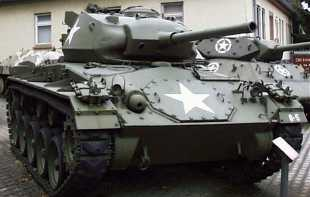
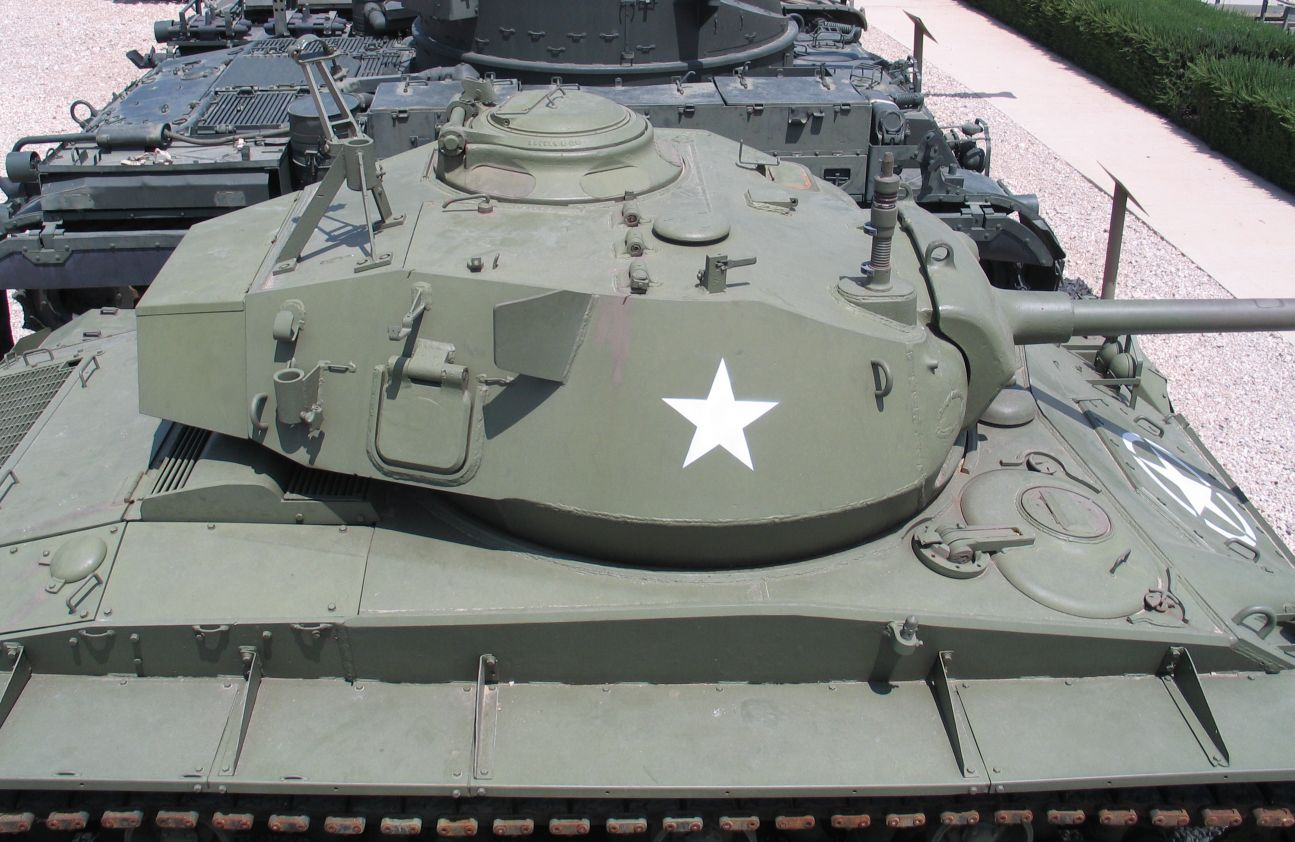
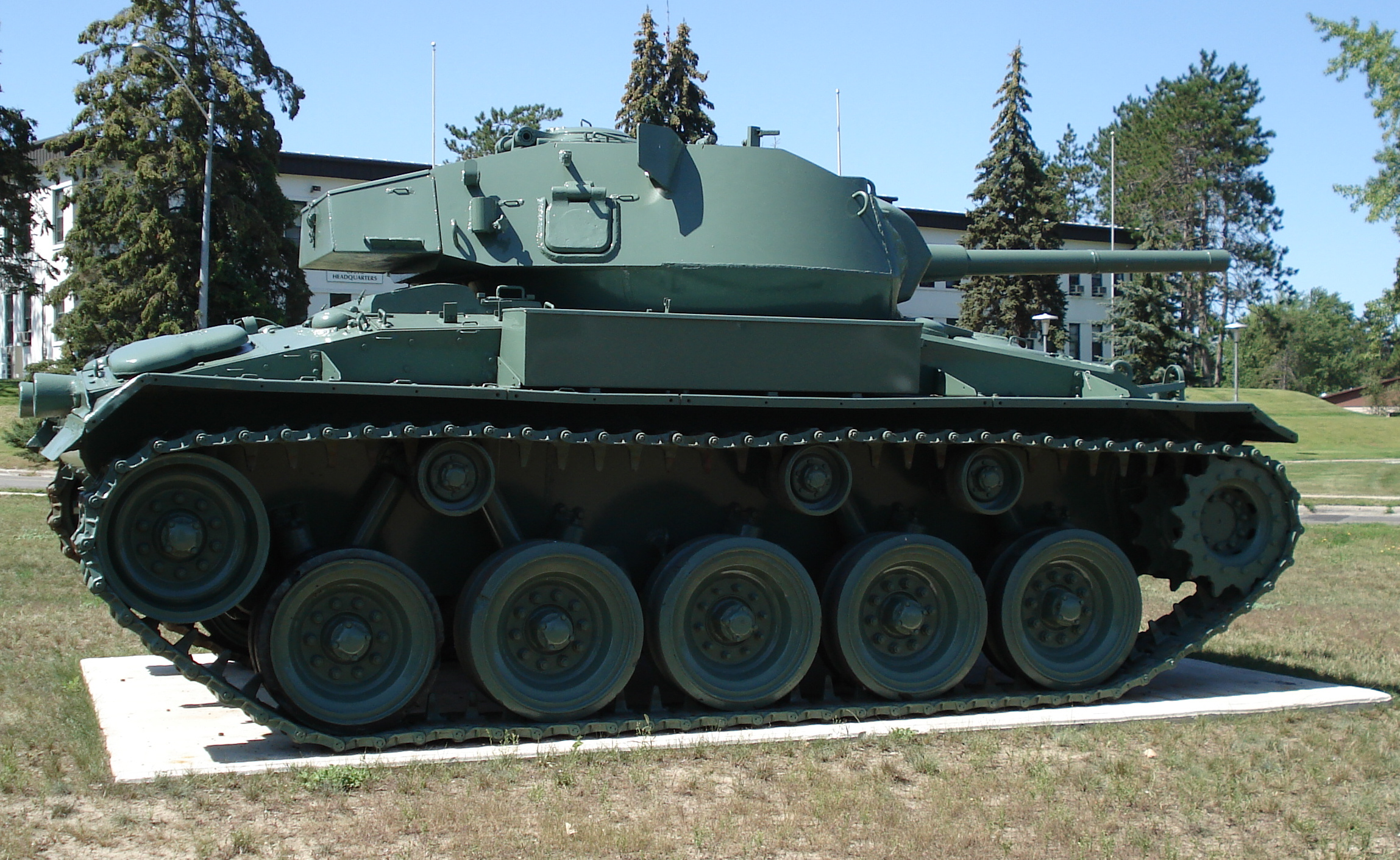

## Країни-оператори

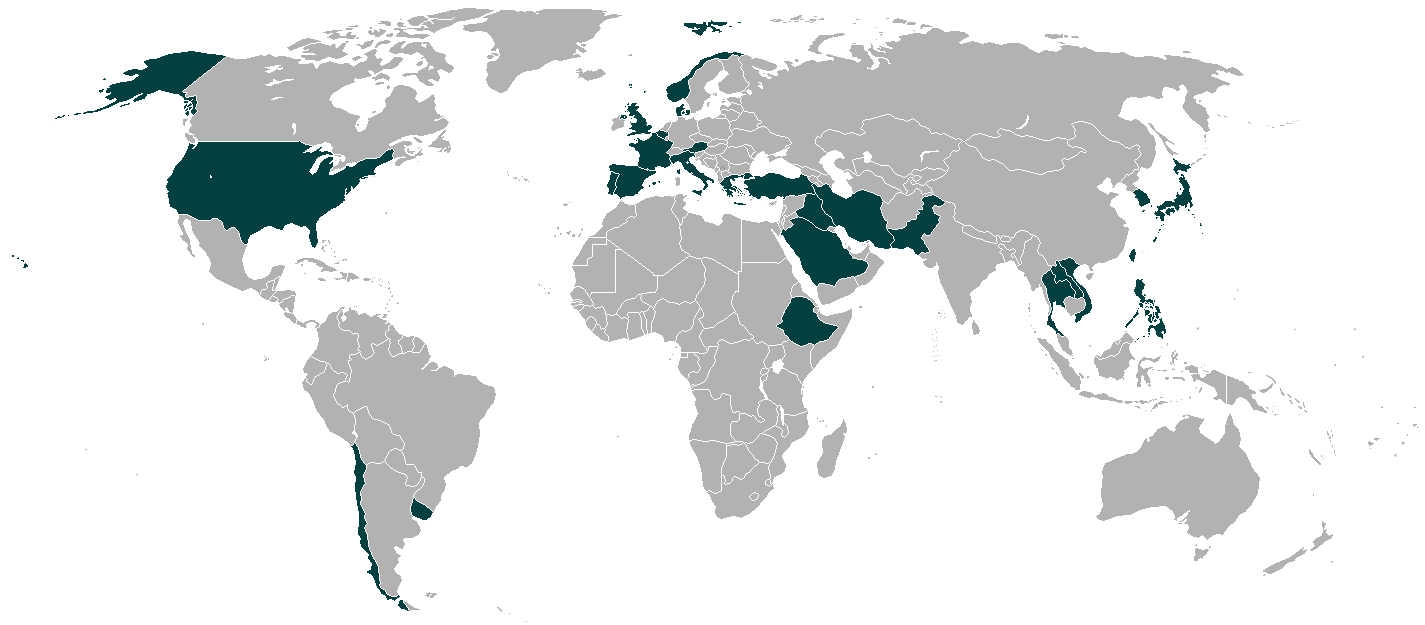
Країни-оператори М24 «Чаффі»

- Австрія
- Бельгія
- В'єтнам
- Камбоджа
- Чилі
- Данія
- Ефіопія
- Франція
- Греція
- Іран
- Ірак
- Італія
- Лаос
- Норвегія
- Пакистан
- Філіппіни
- Португалія
- Республіка Китай
- Південна Корея
- Саудівська Аравія
- Південний В'єтнам
- Іспанія
- Таїланд
- Туреччина
- Велика Британія
- Уругвай
- США
- Японія